# Mourente (Pontevedra)
La parroquia de Mourente, perteneciente al ayuntamiento de Pontevedra, limita con Lérez, Santa María y Santo André de Xeve, Bora, Marcón y Tomeza.

## Geografía humana

### Demografía
| Gráfica de evolución demográfica de Mourente entre 1842 y 1860 |
| |
| Población de derecho según los censos de población del INE Población de hecho según los censos de población del INEEntre el censo de 1877 y el anterior, este municipio desaparece porque se agrupa en el municipio 36038 (Pontevedra) |

En el 2000 la población total era de 2175 personas, mientras que en el año 2008 era de 2107 (1086 hombres y 1021 mujeres) personas lo que significa que descendió un 3,13%

### Aldeas
Lugares de esta parroquia: Areás - A Bouza - Os Campos - Carabelos - Casas Novas - Condesa - Cons - Eirós - Freixeiro - A Laxe - Moldes - O Monte - Mourente - O Outeiro - O Pazo - A Raxeira - San Amaro - Santa Margarida – Vilaverde

## Lugares de interés
En la parroquia se encuentra el Centro Asociado de la UNED en Pontevedra (Universidad Nacional de Educación a Distancia), así como la Ciudad Infantil Príncipe Felipe y el hospital Montecelo, que forma parte del Complejo Hospitalario Universitario de Pontevedra.